# Grameen Shakti
Grameen Shakti ist ein Unternehmen, das die Verbreitung von Solartechnik und die Nutzung anderer erneuerbarer Energiequellen in Dörfern in Bangladesch vorantreibt.
Im Jahr 2007 erhielt das Unternehmen den Right Livelihood Award für Verdienste um den Umweltschutz. Die Jury zeichnete die Organisation für die „Verbreitung nachhaltiger Beleuchtung und Energie und für die Förderung von Gesundheit, Bildung und Produktivität.“ aus.
Es ist eine Tochtergesellschaft der Grameen Bank von Friedensnobelpreisträger Muhammad Yunus, die Mikrokredite vergibt. Unterstützt wird das 1996 gegründete Non-Profit-Unternehmen unter anderem von der GTZ und dem BMZ. Dipal Barua ist der Direktor von Grameen Shakti, das mehr als 1.000.000 Solaranlagen (Stand November 2012) in ländlichen Gebieten installiert hat.